# 北京教堂
北京教堂是指在中國北京的基督宗教的教堂。基督宗教在北京属于外来宗教，教堂的数量远远不及佛教和道教的寺院宫观，但北京教堂大多是建筑精美的历史建筑，有着很高的历史价值和艺术价值。1930年代為北京教堂全盛时期，北京全境有教堂愈80座，此外还有大量由教会设立的中学、大学、医院、图书馆等具有基督宗教文化特色的建筑。教堂和基督宗教会建筑是老北京建筑具有独特风味的一个组成部分。

## 景教教堂
北京市房山区周口店镇内的三盆山上有一座寺庙，始建于晋代，最初为佛教寺庙。唐贞观九年（635年），景教传入中国，这处寺庙也被改为景教寺院，名为崇圣院。会昌五年（845年）时，唐武宗灭佛，景教也一同被废。辽应历年间，崇圣院被重建为佛寺。元代，该寺更名为十字寺，并再度改为景教活动场所。明清时期，该寺庙再度被改为佛寺，1931年日本学者佐伯好郎发现十字寺时，寺庙内各主要建筑尚保存较好，尚有一座山门，一间大雄宝殿以及东西两侧的配殿，山门上还有一块“古刹十字禅林”的石匾，地面上除两块石碑外还有两块景教石刻，上有景教十字和古叙利亚文。在被佐伯好郎发现后，中央研究院历史博物馆随即将两块景教石刻转移走，并于1936年将两块石刻带到了南京博物馆。20世纪50年代末，十字寺剩余建筑被全部拆毁，原址仅存殿基、柱础和石碑等。

## 天主教堂
北京天主教堂的历史可以追溯到元大都时期，来自欧洲的罗马天主教方济各会修士孟高维诺于1294年在北京修建了第一所天主教堂，此后，天主教得到元朝皇帝的宽容，在北京建立了许多教堂。元代传入中国的天主教被称为也里可温教，在组织形态上借鉴了佛教的一些做法，这些也里可温教堂大多被称作寺，采用中土佛教建筑常用的建筑形式，其风格与欧洲本土的教堂迥异其趣。元代天主教在中国以社会上层为主要发展对象，因而信徒主要是居于统治地位的蒙古人和色目人，汉人信教者极少，因而1368年元朝灭亡后，也里可温教也从中国消声匿迹，其修建的教堂大多改作他用，存留下来的极少。目前北京仅有门头沟区后桑峪村天主堂一所教堂是元代所建，该教堂也是北京地区现存最古老的教堂。
明万历年间，以意大利籍传教士利玛窦为首的耶稣会传教士经由澳门再次进入中国，万历三十三年利玛窦获准在宣武门内兴建天主教堂，这就是民间俗称的南堂，宣武门天主堂也是时隔300年后在北京出现的第一所天主教堂。
自从利马窦之后，天主教在中国的发展非常迅速。50年后的顺治十二年，传教士利类思和安斯文准在王府井修建东堂,康熙三十二年在西安门内蚕池口建成北堂，雍正元年罗马教廷传信部传教士德理格在西直门修建西堂，至此，在经历了一百年时间后，北京的天主教四大教堂全部建成了，至今这四所教堂仍然是北京最大的四所天主教堂，除了四大教堂之外，明末清初期间天主教会还在北京西郊阜成门外的滕公栅栏兴建了教会墓地，这里后来发展成为马尾沟教堂。
早期天主教堂在北京的建设非常低调和本土化，例如北京市区最早的天主教堂——南堂在建设之初是一座中式四合院，仅仅在一些主要建筑上装饰有十字架等宗教标志；王府井的东堂建设之初也是由民房改建，在建筑风格上与周围的中国传统建筑别无二致。

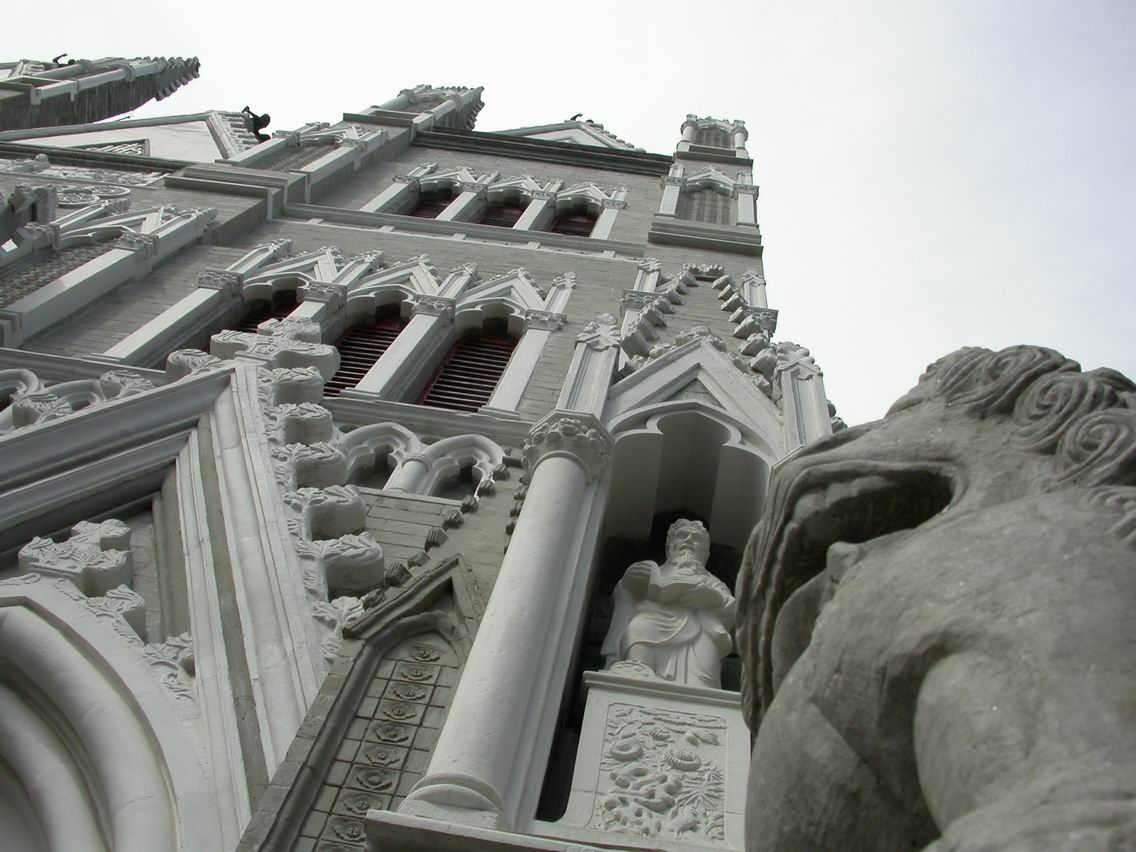
北堂的石狮子与圣像

自从清顺治年间开始，天主教会开始在北京大规模兴建教堂，顺治七年，德国传教士汤若望改建南堂，新建的宣武门天主堂采用当时欧洲流行的巴洛克风格，高大宏伟，与中国传统建筑风格完全不同，成为北京城市中一处特异的景观。此后东堂改建为罗马穹顶风格的建筑，新建的北堂和西堂则均采用哥特式风格。此间北京兴建的教堂建筑风格上大多与欧洲同步，采用时下欧洲流行的建筑风格，北京其他的建筑形成极其鲜明的反差，另一方面这些教堂建筑的一些细节处理又充分吸收了中国传统建筑的一些风格，比如北堂的建筑由一圈汉白玉石栏围绕，柱顶的石狮子与基督教圣像和谐共处，风格特异。
由于天主教禁止中国信徒祭拜孔子和祖先，自康熙年间开始，中国禁止天主教公开传教，许多教堂被官方没收，包括东堂、南堂等都被没收拆除。直到1860年第二次鸦片战争之后，根据中国与英法两国的条约，清政府发还了没收的教堂，不久各教堂获得重建，重建后的教堂大多沿袭了原有的建筑形制。
1900年爆发的义和团运动再次给北京的各教堂造成严重破坏，除了北堂之外北京几乎所有的教堂都被义和团捣毁，而发生在西什库天主堂（即北堂）长达两个月的攻防战也成为义和团运动中最终要的事件之一。
1901年清政府与西方列强签订了《辛丑条约》，在此之后，天主教等基督教流派加速进入中国的脚步，陆续建成了东交民巷天主堂、南岗子天主堂等教堂，在1910年代的北京掀起了一个建设教堂的高潮，这一期间所建设的教堂，规模没有老四堂大，建筑风格也逐渐向中国传统建筑风格偏移，较之以前的建筑，这一时期的教堂建筑与天主教本身一样，都更加本土化了。

## 新教教堂

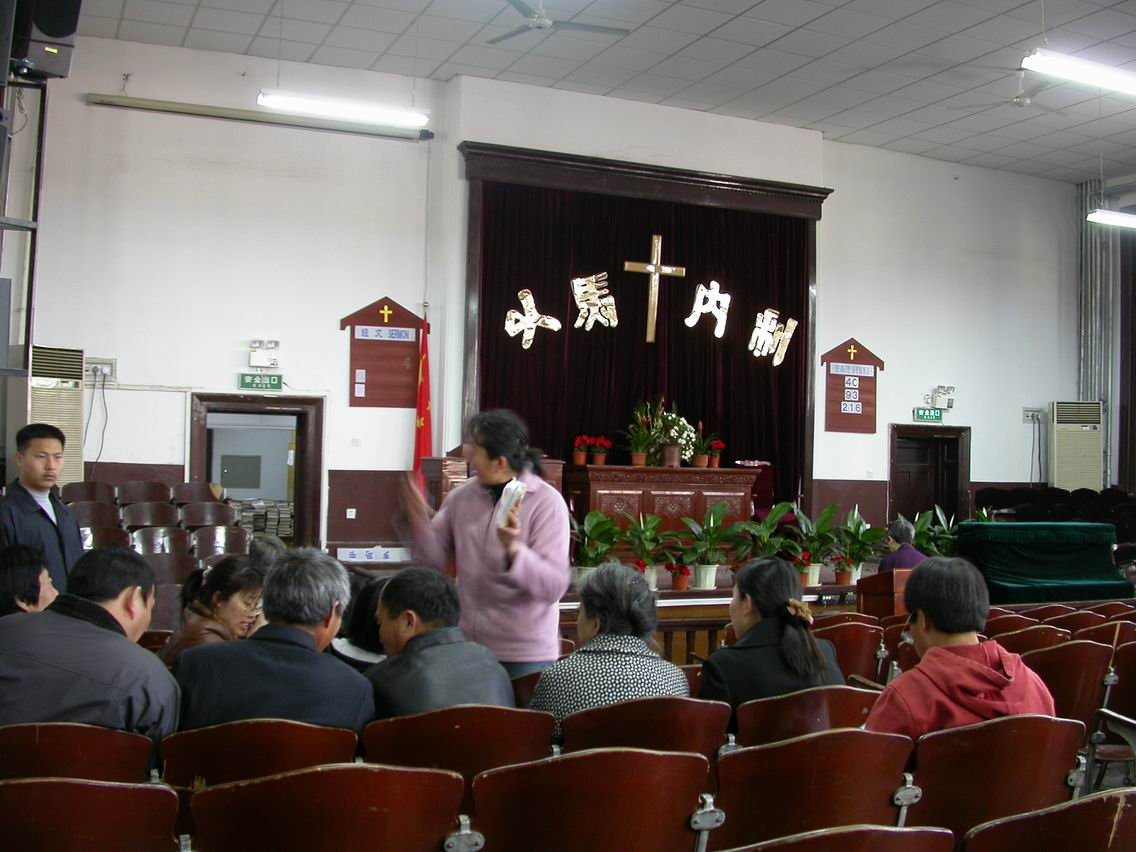
缸瓦市教堂内的宗教活动

新教进入中国的时间较天主教要晚一些，但是进入中国之后，尤其是在1860年之后发展迅速。嘉庆十二年英国伦敦会传教士马礼逊（Robert Morrison）进入中国，清道光十年美国公理会传教士裨治文进入中国，从此开启了新教在中国的传播。
1861年，根据《北京条约》的规定，英国在北京设立公使馆。伦敦会传教士雒魏林（William Lockart）以使馆医官的名义同时进入北京。他为了接触中国人，在英国使馆旁边设立了一个诊所。1863年，伦敦会又派遣传教士杜德珍博士（Dr. Jonh Dudgeon）到北京协助雒魏林工作。杜德珍将诊所迁到西城缸瓦市一处租来的房屋中，后来演变为伦敦会的缸瓦市教堂，一直保留至今。伦敦会在北京还建立了米市大街教堂、东柳树井堂和东直门外关厢福音堂，其中东单牌楼北面（今外交部街西口外）的米市大街教堂又名双旗竿教堂，是伦敦会的华北总部。
1862年，英国圣公会（安立甘会）传教士包约翰（John Shaw Burdon）也以英国使馆牧师的身份来到北京，他在西城石驸马桥绒线胡同租用民房设立教会，开办了一所小学，1874年他升任华南主教后。而在烟台的传教士史嘉乐（Charles Percy Scott）升任为华北教区主教，北京绒线胡同的教堂就成为华北教区主教座堂。
美北长老会传教士丁韪良（W．A．P．Martin）曾经在1859年来到北京，协助美国外交官与清朝政府办理交涉。1863年，他再次随美国公使进驻北京。1865年，丁韪良在东城的总布胡同租房传教，并开办了一所小学，名为崇实馆。但是美北长老会在北京建堂传教比较晚。1876年美国长老会传教士惠志道（J．Wherry）在北京鼓楼附近建立了鸦儿胡同教堂。后来，长老会主要在北京北城新建教堂，中心教堂设在安定门内交道口二条。
1864年，美国公理会的传教士白汉理（柏亨利，Henry Blodget）进入北京，他在灯市口油房胡同和东四五条西口外建立了2座教堂，并在郊县建立了十几个支堂。灯市口教堂则成为公理会的华北总部，附近开设了著名的育英中学、贝满女中。
1870年，美国美以美会（1941年与监理会、美普会合并后称为卫理公会）传教士卫维廉、刘海澜、达吉瑞和李安德在北京崇文门内孝顺胡同建立了该会在北京的第一所教堂亚斯立堂（又名崇文门教堂）。这里一直是美以美会在北京的中心教堂，美以美会的华北年议会设于该堂，附近开办了众多的附属机构。亚斯立堂建筑属于美国现代折衷主义风格，内部设施豪华先进，至今仍是北京最大的新教教堂。
1900年，上述新教在北京的教堂全部被义和团焚毁。1901年《辛丑条约》签订之后，掀起了一波建筑教堂的高潮，不仅被毁的原有教堂得到重建，各教派又纷纷在全城各处分设不少规模较小的新教堂。尤其是美以美会在南城得到大力扩张，后来在北京城内共设有10余座教堂（崇文门亚斯立堂、珠市口堂、花市福音堂、宣外堂、永定门外教堂、方巾巷堂、广安门关厢福音堂、白纸坊福音堂、和平门外小沙土园堂、左安门外教堂、右安门关厢福音堂等）。英国圣公会于1907年在佟麟阁路建造了新的主教座堂，即中华圣公会救主堂，这座教堂的建筑风格融入了中国传统建筑的元素，虽然建筑平面采用了常见的双十字形，但是屋顶为中国传统的硬山顶，教堂大门开设在南侧山墙上，双十字平面的两个交叉处各自建有一个八角形的亭子作为教堂的钟楼，门前竖有石碑，记述教义。这座建筑与周围的民居完美的结合在一起，是基督教建筑与中国传统结合的典范之作，有着很高的历史和文化价值。
同一时期建设的八面槽救世军中央堂、协和礼拜堂等教堂也极大程度的融入了中国建筑的元素，本土化是1910年代教堂建筑典型特征。

## 东正教堂
东正教是中俄雅克萨之战后随着俄国战俘“阿尔巴津人”一起进入中国的。1710年康熙皇帝特别批准将胡家园胡同的一座关帝庙改建为教堂供阿尔巴津人使用，这就是北馆。北馆建立后不久，俄国本土就向中国派出了东正教北京传道团，从事东正教传教工作和针对中国和西欧的情报搜集工作。由于传道团身兼传教和刺探情报的双重任务，加之东正教在中国的本土化工作进展不理，东正教在北京乃至中国的发展非常缓慢，直到1860年后才在东交民巷俄国公使馆附近建立了第二所东正教教堂，这就是南馆。
在1900年的义和团运动中，东正教的两所教堂均毁于战火，后传道团利用庚子赔款重建，在紧邻北馆的地区建立了另外两所小型教堂。

## 1949年之后的北京教堂
1949年之后，新政府对中国境内的各教会进行“社会主义改造”使教会与其海外的母会脱离关系。在此之后，北京的基督教和佛教道教等与马克思主义理念矛盾的宗教一样，无论使教会还是教堂都呈现明显的萎缩趋势，很多教堂以各种方式成为中国共产党、北京市政府或其他企事业单位的地产，如马尾沟教堂，被变为中共北京市委党校，西堂变成某工厂的仓库。
1958年，中国大陆基督教实行各教派联合礼拜，将信徒集中在少数教堂中，大部分教堂都被“献堂献庙”，“支援社会主义建设”了。北京市区的基督教（新教）大小教堂大约60座，经过合并，只剩下4座：灯市口（原公理会）、珠市口（原卫理公会）、缸瓦市（原中华基督教会）、宽街（原基督徒聚会处）。
1966年文化大革命爆发之后，教会组织被彻底解散，仅剩的少数教产都被“革命群众”以各种方式没收强占，很多教堂成为工厂、学校的厂房教室，不少建筑和教堂收藏的文物受到严重破坏。灯市口原公理会教堂在这时被毁。
1970年代，天主教南堂和基督教米市大街教堂开始向北京的外国侨民开放。
1980年代开始，中国大陆逐渐恢复教会组织，一些被企事业单位占据的教产被發还教会，老四堂等北京的主要教堂经过整修，重新开门迎接信众。至今，北京尚在使用的天主教教堂共20座，基督教教堂12座，另有20座教堂建筑被占做它用。